# Common Threads: Stories from the Quilt

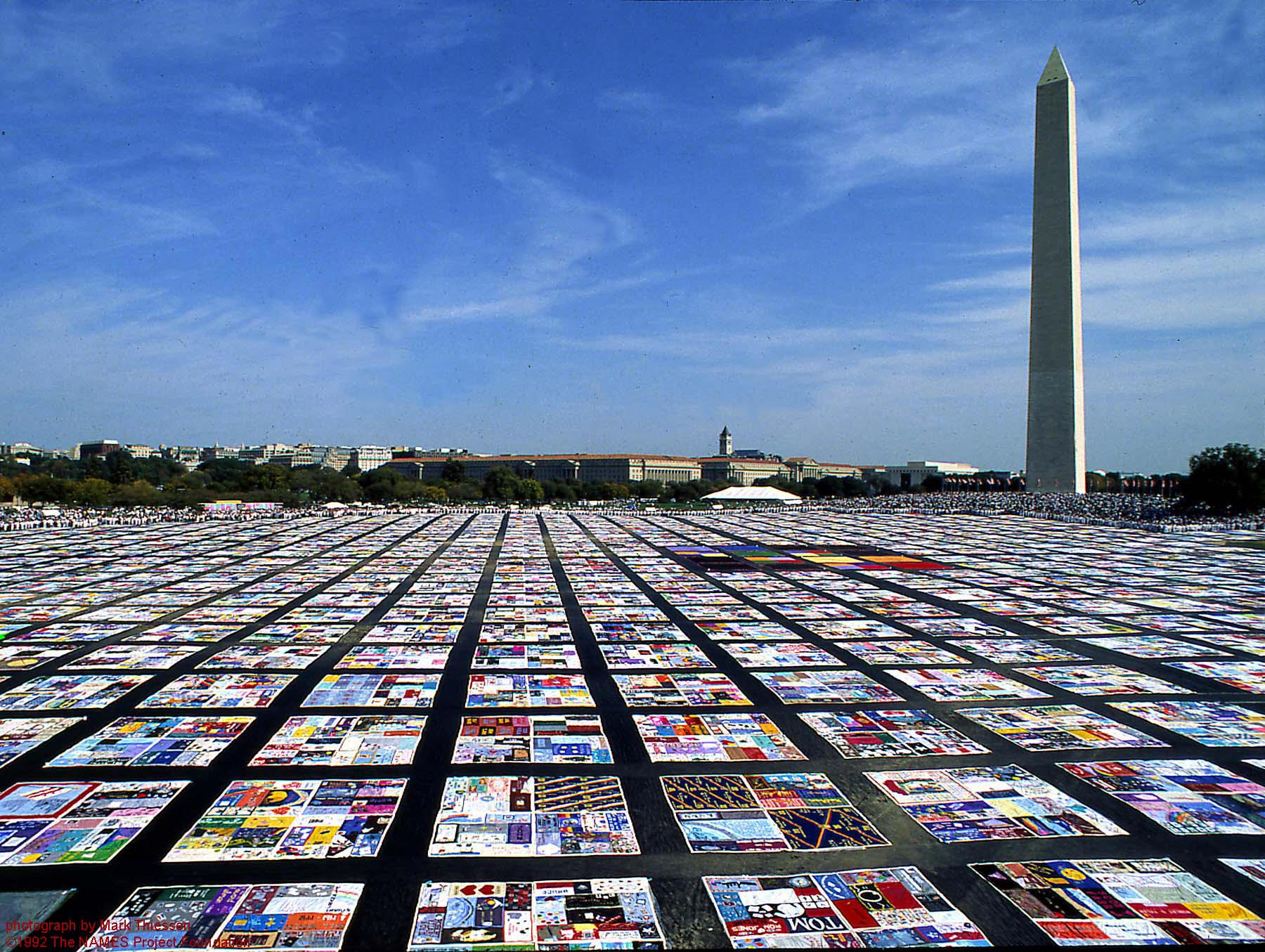
Der AIDS-Quilt

Common Threads: Stories from the Quilt ist ein 1989 veröffentlichter US-amerikanischer Dokumentarfilm der Regisseure Rob Epstein und Jeffrey Friedman über die Entstehungsgeschichte des AIDS-Projektes NAMES Project AIDS Memorial Quilt.

## Inhalt
Der Inhalt des Dokumentarfilms wird von Dustin Hoffman erzählt. Der Film beschäftigt sich mit einigen der an AIDS verstorbenen Menschen, an die im NAMES Project AIDS Memorial Quilt mit einem Handarbeitsstück erinnert wird. Dabei werden persönliche Erinnerungen mit Archivbildern der Betroffenen, Aufnahmen von verschiedenen Politikern, Gesundheitsexperten sowie anderen, ebenfalls an AIDS erkrankten, Menschen kombiniert. Jeder Abschnitt des Dokumentarfilms wird mit Statistiken zur Anzahl von HIV-Infizierten und von an AIDS verstorbenen US-Amerikanern in den ersten Jahren der AIDS-Epidemie ergänzt. Das Ende des Films stellt die erste öffentliche Präsentation des fertigen Quilts im Jahr 1987 auf der National Mall in Washington, D.C. dar.
Im Film wird das Leben von sechs der an AIDS verstorbenen Personen, an die mit Abschnitten des Quilts erinnert wird, ausführlich geschildert:
- Tom Waddell, Gründer der Gay Games. Seine Lebensgeschichte wird im Film von seinem Lebensgefährten und von Sara Lewinstein, der Mutter seines Kindes, erzählt.
- David Mandell, Jr., ein junger an Hämophilie erkrankter Mann. Über sein Leben wird von seinen Eltern, David Mandell und Suzi Mandell berichtet.
- Robert Perryman, ein Afro-Amerikaner, der sich durch intravenösen Drogengebrauch mit HIV infizierte. Seine Lebensgeschichte wird von seiner Witwe Sallie Perryman erzählt.
- Jeffrey Sevcik, ein schwuler Mann. Wie sein Leben verlief, darüber wird von seinem Lebensgefährten, dem Filmkritiker und Historiker Vito Russo, berichtet.
- David C. Campbell, ein Veteran der United States Navy. Seine Lebensgeschichte wird von seinem Lebensgefährten Tracey Torrey in Erinnerung gerufen. Auch an Torrey wird im Film erinnert, da er während der Dreharbeiten selbst an AIDS verstarb.

Parallel zu den Erzählungen über das Leben dieser Menschen wird auch die Geschichte des NAMES-Projekts nachgezeichnet. Außerdem wird rückblickend die Reaktion – beziehungsweise der Eindruck eines Ausbleibens einer Reaktion – der Administration unter Präsident Ronald Reagan auf die beginnende Epidemie erörtert. Des Weiteren werden der Aufbau der ersten AIDS-Hilfeorganisationen und Aktionen von AIDS-Aktivisten im Film beschrieben. So zum Beispiel über Bobbi Campbell, die Organisation Gay Men’s Health Crisis und Larry Kramer, einem der Mitbegründer von Act Up.

## Produktionsnotizen
Regie führten Rob Epstein und Jeffrey Friedman, die zusammen mit Cindy Ruskin auch das Drehbuch schrieben. Produzenten des Films sind ebenfalls Epstein und Friedman sowie Bill Couturié und Sandy Gallin. Die Musik des Films stammt von Bobby McFerrin. Der für HBO gedrehte Film basiert auf dem Buch The Quilt – Stories From The NAMES Project von Cindy Ruskin mit Fotografien von Matt Herron.

## Auszeichnungen
Internationale Filmfestspiele Berlin 1990
- Oscar/Bester Dokumentarfilm, Oscarverleihung 1990[2]
- Peabody Award
- Interfilm Award auf den Internationalen Filmfestspielen Berlin, 1990
- GLAAD Media Award

National Film Registry
- Aufnahme 2024